# Landesbesoldungsgesetz
Ein Landesbesoldungsgesetz (z. T. auch nur Besoldungsgesetz mit Namenszusatz des Bundeslandes) ist die gesetzliche Regelung in einem Bundesland der Bundesrepublik Deutschland für die Besoldung (Alimentation) der Landesbeamten und Landesrichter sowie der Kommunalbeamten.
Bis zur Föderalismusreform im August 2006 war die Besoldung von Beamten und Richtern, die nicht im Bundesdienst stehen, nach Artikel 74a des Grundgesetzes in der damaligen Fassung Gegenstand der konkurrierenden Gesetzgebung. Der Bund hatte die Regelungen weitgehend durch das Bundesbesoldungsgesetz ausgeschöpft.
Nunmehr ist das Besoldungsrecht für die Landes- und Kommunalbediensteten Landesrecht. Während bisher die bereits existenten Landesbesoldungsgesetze nur geringfügige, ergänzende Regelungen erhielten, wird nun sukzessive in den einzelnen Ländern das Bundesbesoldungsgesetz durch eigenständige Landesregelungen abgelöst und gilt nur solange fort, bis diese erlassen sind. Die meisten Bundesländer haben bereits umfassende Regelungen getroffen. Zuletzt hat Nordrhein-Westfalen zum 1. Juli 2016 sein altes Landesbesoldungsgesetz und ein zwischenzeitlich in Landesrecht übergeleitetes (Bundes-)Besoldungsgesetz in ein vollständig eigenes Landesbesoldungsgesetz überführt.
Das Besoldungsrecht der Länder hat die Bestimmungen des Beamtenstatusgesetzes und des Grundgesetzes, insbesondere dessen Art. 33, welcher der „Berücksichtigung der hergebrachten Grundsätze des Berufsbeamtentums“ Verfassungsrang verleiht, zu beachten. Diesbezüglich erklärte das Bundesverwaltungsgericht mit Urteil vom 27. Februar 2014, dass der Besoldungsgesetzgeber im Bund und in den Ländern verfassungsrechtlich gehindert sei, die Beamtenbesoldung von der Einkommensentwicklung, die in den Tarifabschlüssen zum Ausdruck komme, abzukoppeln (Az. 2 C 1.13).
Seit der Föderalismusreform haben sich die aus den Besoldungsgesetzen abgeleiteten Besoldungstabellen des Bundes und der einzelnen Bundesländer deutlich auseinanderentwickelt. Dies ergab sich durch die in den vergangenen Jahren nur teilweise am Tarifniveau des öffentlichen Dienstes orientierte Besoldungsgesetzgebung, teils durch das Kürzen, aber auch durch das Einbeziehen bisheriger Sonderzahlungen („Weihnachtsgeld“) in die monatlichen Tabellenentgelte in einigen Ländern. Anfang 2014 ergibt sich zwischen den am besten und am schlechtesten bezahlten Beamten der einzelnen Länder (in ansonsten identischen Eingruppierungen) ein Unterschiedsbetrag bis zu einer Besoldungsgruppe.
Beispiel: Jahresbruttobezüge 2014 inklusive Sonderzahlung für einen Beamten in Besoldungsgruppe A 11, Endstufe, ledig ohne Kinder:
- Baden-Württemberg: 48.313,98 Euro
- Berlin: 41.839,84 Euro.[2]